# Ocyptamus gastrostactus
Ocyptamus gastrostactus är en tvåvingeart som först beskrevs av Christian Rudolph Wilhelm Wiedemann 1830.  Ocyptamus gastrostactus ingår i släktet Ocyptamus och familjen blomflugor. Inga underarter finns listade i Catalogue of Life.